# Баглан (святой)
Баглан — имя двух валлийских святых:
- Баглан из Нита (Neath), VI век, ученик св. Иллтуда из Лланииллтид-Ваура (Llanilltud Fawr, Llantwit Major). В честь него названа деревня Баглан (Южный Уэльс), где он воздвиг храм, жил в келье и вёл проповедь.

Предание сообщает, что то ли св. Кадок, то ли св. Иллтуд его видели несущим огонь в платье, не повреждая последнего. Так что Иллтуд дал ему посох и благословил строить храм там, где он нашёл дерево, на котором росли фрукты трёх типов - свиная подстилка, пчелиный улей и воронье гнездо. Однако он предпочёл место на площадке либо там, где стоит нынче храм св. Екатерины, либо ближе к бухте. Что строилось за день, смывалось ночью (либо исчезло за ночь, либо переносилось на место дерева за ночь). Наконец, он построил церковь у дерева (видимо, это она была восстановлен в средние века, как церковь св. Баглана, но потом сгорела в 1954 г. и в настоящее время являет собой печальные руины). Посох, по-видимому сохранился до XVII века. 
- Баглан из Дингада (Dingad), VII век, жил отшельником в Лланваглане (Llanfaglan), неподалёку от Карнарвона на северо-западе Уэльса, где очень старая церковь носит его имя.

Дни памяти этих двух святых не дошли до нашего времени.